# 尼古拉斯·畢曉普
尼古拉斯·畢曉普（Nicholas Bishop，1973年9月19日—）是一位英國出生的澳大利亞演員，畢業於澳大利亞國家戲劇藝術學院。他最著名的作品包括在肥皂劇聚散離合中飾演Peter Baker，以及在ABC電視劇逝者之證中飾演Peter Dunlop。